# Noruega en los Juegos Olímpicos de Pekín 2022
Noruega estuvo representada en los Juegos Olímpicos de Pekín 2022 por un total de 81 deportistas que competirán en 9 deportes. Responsable del equipo olímpico es el Comité Olímpico Noruego, así como las federaciones deportivas nacionales de cada deporte con participación.
Los portadores de la bandera en la ceremonia de apertura fueron el esquiador alpino Kjetil Jansrud y la jugadora de curling Kristin Skaslien.

## Medallistas
El equipo olímpico noruego obtuvo las siguientes medallas:
| Nombre | Deporte               | Competición               |
| --- | --------------------- | ------------------------- |
| Oro |                       |                           |
| Johannes Thingnes Bø | Biatlón               | Velocidad M               |
| Johannes Thingnes Bø | Biatlón               | Salida en grupo M         |
| Sturla Lægreid Tarjei Bø Johannes Thingnes Bø Vetle Sjåstad Christiansen                                                 | Biatlón               | Relevo M                  |
| Marte Olsbu Røiseland | Biatlón               | Velocidad F               |
| Marte Olsbu Røiseland | Biatlón               | Persecución F             |
| Marte Olsbu Røiseland Tiril Eckhoff Tarjei Bø Johannes Thingnes Bø                                                       | Biatlón               | Relevo mixto              |
| Jørgen Graabak | Combinada nórdica     | TG + 10 km M              |
| Espen Bjørnstad Espen Andersen Jens Lurås Oftebro Jørgen Graabak                                                         | Combinada nórdica     | TG + 4×5 km por equipo M  |
| Birk Ruud | Esquí acrobático      | Big air M                 |
| Johannes Klæbo | Esquí de fondo        | Velocidad individual M    |
| Erik Valnes Johannes Klæbo                                                                                               | Esquí de fondo        | Velocidad por equipo M    |
| Therese Johaug | Esquí de fondo        | 10 km F                   |
| Therese Johaug | Esquí de fondo        | 15 km F                   |
| Therese Johaug | Esquí de fondo        | 30 km F                   |
| Hallgeir Engebråten Peder Kongshaug Sverre Lunde Pedersen                                                                | Patinaje de velocidad | Persecución por equipos M |
| Marius Lindvik | Saltos en esquí       | Trampolín grande M        |
| Plata |                       |                           |
| Tarjei Bø | Biatlón               | Persecución M             |
| Tiril Eckhoff | Biatlón               | Salida en grupo F         |
| Jens Lurås Oftebro | Combinada nórdica     | TN + 10 km M              |
| Jørgen Graabak | Combinada nórdica     | TG + 10 km M              |
| Kristin Skaslien Magnus Nedregotten                                                                                      | Curling               | Dobles mixto              |
| Aleksander Aamodt Kilde                                                                                                  | Esquí alpino          | Combinada M               |
| Emil Iversen Pål Golberg Hans Christer Holund Johannes Klæbo                                                             | Esquí de fondo        | Relevo 4 × 10 km M        |
| Mons Røisland | Snowboard             | Big air M                 |
| Bronce |                       |                           |
| Tarjei Bø | Biatlón               | Velocidad M               |
| Johannes Thingnes Bø | Biatlón               | Individual M              |
| Vetle Sjåstad Christiansen                                                                                               | Biatlón               | Salida en grupo M         |
| Marte Olsbu Røiseland | Biatlón               | Individual F              |
| Marte Olsbu Røiseland | Biatlón               | Salida en grupo F         |
| Tiril Eckhoff | Biatlón               | Persecución F             |
| Aleksander Aamodt Kilde                                                                                                  | Esquí alpino          | Supergigante M            |
| Sebastian Foss-Solevåg                                                                                                   | Esquí alpino          | Eslalon M                 |
| Mina Fürst Holtmann Thea Louise Stjernesund Maria Therese Tviberg Timon Haugan Fabian Wilkens Solheim Rasmus Windingstad | Esquí alpino          | Equipo mixto              |
| Johannes Klæbo | Esquí de fondo        | 15 km M                   |
| Simen Hegstad Krüger | Esquí de fondo        | 50 km M                   |
| Håvard Lorentzen | Patinaje de velocidad | 1000 m M                  |
| Hallgeir Engebråten | Patinaje de velocidad | 5000 m M                  |